# Доброселец
Доброселец (болг. Доброселец) — село в Болгарии. Находится в Хасковской области, входит в общину Тополовград. Население составляет 137 человек.

## Политическая ситуация
Доброселец подчиняется непосредственно общине и не имеет своего кмета.
Кмет (мэр) общины Тополовград — Евтимия Петрова Карачолова (Зелёные) по результатам выборов.